# 山中樵
山中 樵（やまなか きこり、1882年 - 1947年）は、福井県出身の考古学者。宮城県高等女学校・宮城県立図書館・新潟県立図書館司書等を経て、台湾総督府図書館第5代館長（1927～1945年）。台湾における民俗学・考古学研究、ならびに台湾における文化財の保存に尽力した。

## 受賞歴・叙勲歴
- 1941年: 勲四等瑞宝章

## 評伝
- 山中正編著1979『木山人山中樵の追想 : 図書館と共に三十六年』[1]
- 台灣省文獻會（中国語版）1998「山中樵傳」『台灣先賢先烈專輯』[2]